# 크리스토퍼 스톤
크리스토퍼 스톤(Christopher Stone, 1942년 10월 4일 ~ 1995년 10월 20일)은 미국의 배우이다.
맨체스터에서 태어났으며 로스앤젤레스에서 사망하였다. 사인은 심근 경색이다.

## 출연 작품
- 마술 피리 (2006년)
- 엄마는 투명 인간 (1995년)
- 세 소녀 이야기 (1994, Runaway Daughters)
- 뉴 래시 (1989년)
- 어나이어레이터 (1985년)
- 쿠조 (1983년)
- 더 정크맨 (1982년)
- 하울링 (1981년)
- 블랙 뷰티 (1978년)
- 썬더버드 작전 (1977년)

### 텔레비전
- 레밍턴 스틸 (1982년)
- 달리는 사이먼 (1981년)
- 꿈꾸는 낙원 (1978년)
- 달라스 (1978년)
- 명탐정 바나비 존즈 (1973년)
- 샌프란시스코 수사반 (1972년)
- 우리 생애 나날들 (1965년)
- FBI (1965년)